# Katafalk
Katafalk je drveno postolje za mrtvački lijes na sprovodu, obično pokriven crnom tkaninom. Katafalk se simbolički postavlja za odrješenje mrtvaca poslije katoličke mise zadušnice.